# هيئة المعرفة والتنمية البشرية
هيئة المعرفة والتنمية البشرية هي هيئة تابعة لحكومة دبي - الإمارات، تتولى مسؤولية النهوض بجودة قطاع التعليم الخاص وتنمية الموارد البشرية، تناط بالهيئة مهام الإشراف على جميع مكونات المنظومة التعليمية بدبي، وهي تتضمن: مراكز التعليم المبكر، المدارس، الجامعات، والمعاهد التدريبية. كما توفر الهيئة دعمًا لجميع الفاعلين في المنظومة التعليمية، مثل أولياء الأمور، التربويين، والمستثمرين في القطاع. وبناءً على الشراكة المجتمعية واستراتيجية الحكومة، تسعى الهيئة إلى إتاحة المعرفة ونشر أجواء السعادة في دبي.
في سنة 2006، أصدر الشيخ ابن راشد آل مكتوم (نائب رئيس الدولة وحاكم دبي) مرسومًا باستحداث هيئة المعرفة والتنمية البشرية. وقد كان الدافع من ورائه، الرفع من جودة التعليم، والاستجابة للمعايير التقييمية العالمية في هذا المجال، بالإضافة إلى مواكبة احتياجات السوق، وتطوير المعرفة والموارد البشرية في إمارة دبي.

## منشور نوفمبر 2020 – 2021
حسب تقرير الواحد من نوفمبر 2020/2021 الصادر عن الهيئة، بخصوص وضعية المدارس الخاصة بدبي، فإنه قد تم فتح 30 مدرسة ما بين 2017/2018 و2019/2020، ليبلغ العدد الإجمالي للمدارس 210 مدرسة، مع إغلاق أو دمج البعض منها. هذا وقد ازداد معدل التسجيل في هذه المدارس بنسبة 14%، وبلغ عدد الطلبة 279191 طالبا وطالبة، 51.5% طلبة ذكور، مقابل 48.5% إناث، ومن جنسيات متعددة، فقط 11.6% منهم إماراتيون. تقدم الهيئة مناهجا تعليمية مختلفة للطلبة المحليين والمغتربين، أبرزها المنهاج البريطاني، الهندي، الأمريكي، والبكالوريا الدولية. وعقب جائحة كورونا، فقد عرف قطاع التعليم تغييرات كما هو الحال في باقي بلدان العالم، وتطلب الأمر من الحكومة اتخاذ إجراءات استعجالية بشأن سلامة المواطنين، وفي نفس الوقت الإبقاء على عملية التعلم مستمرة. وقد وجدت الهيئة نسبة 88% من المدارس ملتزمة بالإرشادات والإجراءات الاحترازية؛ إذ قام فريق من الهيئة في شهري سبتمبر وأكتوبر 2020 بـ 1148 زيارة للمدارس. سجل التقرير كذلك نسبة 47% من الطلبة الملتحقين بنموذج التعلم عن بعد، في حين 53% الباقية تبنوا نموذج التعلم الهجين (تعلم يجمع بين الحضوري وعن بعد). «لا تتوقفوا عن التعلم، فالعلم يصنع الحياة، ومن يتوقف عن التعلم يتوقف عن الحياة»
```
الشيخ محمد بن راشد آل مكتوم
```

## الرؤية والأهداف
تسعى هيئة المعرفة والتنمية البشرية في إمارة دبي، إلى دمج المشاعر الجيدة في بيئة التعليم المحلية، والتركيز على تجربة الطلبة حياة سعيدة خلال مسارهم الدراسي، وليس فقط تسجيل نقط عالية في الاختبارات. نجاح الطالب ينطلق من تجهيزه نفسيا وبيئيا، وهو شرط إلحاحي في العملية التعلمية الناجعة. سجل إحصاء 2017/2018 أن 84% من المتمدرسين سعداء طوال الوقت، و87% منهم متفائلون، و77% من الطلبة يشعرون بأمان في مدارسهم. من أولويات الهيئة هو الرفع من عدد المغتربين والطلبة الإماراتيين الملتحقين بتعليم خاص عال الجودة، وإدماج مشاعر السعادة في المبادئ والآليات التي تشكل التعليم في دبي. وبجانب التكوين المعرفي، تروم الهيئة إعداد الطلبة على تقوية شخصياتهم، وإكسابهم مهارات حياتية تسهل عليهم الانخراط في المجتمعات. بالإضافة إلى تعزيز مقومات أخلاقية مثل التفاؤل والتعاون والتسامح. ولا تتحقق هذه الرؤية دون تضافر واستجابة جميع مكونات المنظومة التعليمية، من طلبة وأولياء الأمور وتربويين ومستثمرين وشركاء حكوميين. وتراهن دبي على طلبتها في قيادة مستقبلها في الابتكار والتطوير. كما تتيح الهيئة منشورات وتقارير دقيقة وموضوعية بخصوص متابعة العملية التعلمية المحلية، التي من شأنها أن تفيد المهتمين بتطوير التعليم.

## الخدمات
توفر الهيئة مجموعة متكاملة من الخدمات التي تنبع من حاجة المتعاملين، وتسهيل الإجراءات الإدارية عليهم، وبالتالي تجربة إدارية سريعة وفعالة. وفي هذا الصدد، تقوم إدارة الالتزام وضبط المسؤوليات الخاصة بإمارة دبي، بمتابعة ومراقبة دورية لمزودي الخدمات التعليمية، من خلال زيارات عينية مفاجئة؛ للحرص على التزام المؤسسات التعليمية بأنظمة الهيئة الموصى بها. وتشمل هذه الخدمات كل من الطلبة، أولياء الأمور، المعلمين، المدارس، المستثمرين والمؤسسات. وعن طريق البوابة الإلكترونية للهيئة، يمكن الحصول على عدد من الخدمات، من بينها إصدار التصاريح أو إلغائها، ضبط الرسوم المدرسية، التعيينات، مصادقة شهادة التوظيف وعقد العمل.

## مبادرات

### مركز تمكين
تعطي دولة الإمارات أهمية خاصة لذوي الاحتياجات الخاصة، فقد أطلق الشيخ محمد بن راشد اسم «أصحاب الهمم» على الأشخاص من ذوي الإعاقة، وهي فئة تعاني من قصور جزئي أو كلي في أحد وظائفهم الجسدية أو العقلية. يتبع مركز تمكين لهيئة المعرفة والتنمية البشرية بدبي، ويقدم المركز مجموعة من البرامج التدريبية التي يتوخى منها تحسين المهارات العملية لأصحاب الهمم وإدماجهم في بيئة التشغيل، وتأهيلهم لسوق الشغل في القطاعين العام والخاص بما يلائم قدراتهم.

#### معا نرتقي
عملت الهيئة على تحويل التعليم الخاص من وضعية المنافسة إلى درجة أكثر رقيا، تمثلت في تعاون جميع الأطر والقيادات المدرسية في دبي على خلق ملتقيات «معا نرتقي» لتبادل التجارب والممارسات الفضلى، ومناقشتها ضمن إطار ودي وإيجابي بين المدارس والتربويين وأولياء الأمور، من أجل الارتقاء بوضعية التعليم التي يقودها النجاح التشاركي. منذ انعقاد أول ملتقى في سبتمبر 2012، شارك أكثر من 15000 معلم ومعلمة في 18 ملتقى، حضروا خلالها 500 ورشة عمل.

#### التدريب العملي في الهيئة
تنظم الهيئة في أوقات محددة من السنة، برامجا تدريبية موجهة للطلبة، لتجربة عملية يمكن من خلالها اكتساب خبرة ميدانية، وتعلم بعض المهارات التطبيقية. تمتد هذه البرامج التدريبية لأسبوع واحد.

#### زيارات سفاري الهيئة
تضمينا لسياسة القرب من التربويين والطلبة، تعقد الهيئة زيارات لمقرها صباح كل خميس. وتهدف هذه المبادرة لتقريب المتعاملين من أجواء العمل داخل الهيئة، والتعرف على مرافقها وموظفيها وطريقة العمل.

## المؤسسات
أنشأت الهيئة عددا من المؤسسات التابعة لها، والتي من خلالها تطبق السياسات والرؤى والأهداف في إمارة دبي، فيما يتعلق بالمنظومة التعليمية المحلية للقطاع الخاص.

### الرقابة المدرسية في دبي
وهو جهاز مسؤول على متابعة تنفيذ السياسات والأنظمة، وتقييم جودة التعليم، وأداء المدارس الخاصة. كما تنشر الرقابة دراسات دقيقة وموثوقة حول وضعية التعليم في دبي؛ للمساعدة في وضع التخطيطات، والحرص على تلبية متطلبات المقاييس الدولية في مجال التربية والتعليم.

### مؤسسة التعليم المدرسي
تضع المؤسسة الطلبة الإماراتيين كأولوية لها، وتركز على إثراء البيئة التعليمية، والتشجيع على إرساء تفاعل إيجابي مع المجتمع. من جهة أخرى، تعمل المؤسسة على تعزيز الشراكات بين المؤسسات التعليمية والحكومية في دبي، ودعم المنظمات الفاعلة في مجالات البيئة، الأمن وأساليب الحياة الصحية.

### برنامج الإمارات لتطوير الكوادر
يسهر البرنامج على إدماج الشباب الإماراتي في سوق الشغل، خاصة القطاع الخاص. وفي سبيل ذلك، يطلق البرنامج حملات توعوية وتدريبية للشباب، وتزويدهم ببنية معرفية ومهاراتية، بغية تعزيز انخراطهم في ميادين العمل. وهذا يتضمن تشجيع الشركات على تشغيل الكفاءات المحلية، ومساعدتها في آلية العثور عليها، وكذا إقناع المواطنين بمزايا القطاع الخاص والفوائد المرجوة منه.

### مركز تمكين
عملا على تكافؤ الفرص، ونشر مشاعر السعادة لدى مختلف أطياف المجتمع، استحدثت الهيئة «مركز تمكين» للاهتمام بأصحاب الهمم (اسم بديل لذوي الإعاقة الحسية أو العقلية)، وتمكينهم من الحصول على فرص العمل، والتأقلم مع البيئة العملية، وتدريبهم على الأدوات والمهارات الضرورية، والتي من شأنها أن تقوي حضورهم بين مكونات المجتمع.

### أعضاء الهيئة
هيئة المعرفة والتنمية البشرية (KHDA) هي سلطة ضمان جودة التعليم والهيئة التنظيمية لحكومة دبي، الإمارات العربية المتحدة.الإمارات العربية المتحدة تشرف على قطاع التعليم الخاص في دبي، بما في ذلك مراكز تعليم الطفولة المبكرة والمدارس ومقدمي التعليم العالي ومعاهد التدريب. هيئة المعرفة والتنمية البشرية هي المسؤولة عن نمو وجودة التعليم الخاص في دبي.
تأسست هيئة المعرفة والتنمية البشرية بموجب مرسوم عام 2006، بتوجيه من الشيخ محمد بن راشد آل مكتوم (نائب رئيس الدولة ورئيس مجلس الوزراء وحاكم دبي) بهدف تطوير قطاعي التعليم والموارد البشرية في دبي. الإمارة على مستوى المعايير الدولية وأفضل الممارسات. [1]
في السنوات العشر الماضية، تضاعف عدد الطلاب الملتحقين بالمدارس المصنفة «جيد» أو أفضل - من 30٪ في 2008/09 إلى 66٪ في العام الدراسي 2017/18. وبالمثل، فقد ارتفع عدد الطلاب الإماراتيين الملتحقين بالمدارس المصنفة «جيد» أو أفضل بشكل ملحوظ، من 26٪ في 2008/09 إلى 62٪ في 2017/18.
تركز الأولويات الحالية لهيئة المعرفة والتنمية البشرية على زيادة عدد الطلاب المغتربين والإماراتيين الملتحقين بمدارس عالية الجودة، ودمج الرفاهية في المفاهيم والعمليات التي تحدد التعليم في دبي. وهي تعمل مع مجتمعها التعليمي المحلي وكذلك مع شركائها الدوليين لتعزيز التعليم الإيجابي في جميع المدارس والجامعات في دبي. تؤمن هيئة المعرفة والتنمية البشرية بأن الغرض من التعليم هو إعداد الطلاب لاختبارات الحياة، وليس فقط حياة الاختبارات. تعزز ممارسات التعليم الإيجابية المهارات الحياتية الأساسية والسمات الشخصية إلى جانب التحصيل الأكاديمي. يتم التعرف على صفات مثل المرونة والإبداع والتفاؤل والتعاون والتعاطف كأساسيات للطلاب من أجل عيش حياة ذات معنى تمكنهم من الازدهار.
| الإحصاء                                 |
| --------------------------------------- |
| 281432 طالبًا: 145642 بنين، 135.790 بنتًا |
| 182 جنسية                               |
| 194 مدرسة خاصة                          |
| 330,000 مقعد مدرسي متوفر                |
| 11274 فصول                              |

هيئة المعرفة والتنمية البشرية هي هيئة تابعة لحكومة دبي-الإمارات، تتولى مسؤولية النهوض بجودة قطاع التعليم الخاص، وتنمية الموارد البشرية. تناط مهام الهيئة بالإشراف على جميع مكونات المنظومة التعليمية بدبي، وهذا يتضمن: مراكز التعليم المبكر، المدارس، الجامعات، والمعاهد التدريبية. كما توفر الهيئة دعما لجميع الفاعلين في المنظومة التعليمية، مثل أولياء الأمور، التربويين، والمستثمرين في القطاع. وبناءا على الشراكة المجتمعية، واستراتيجية الحكومة - تسعى الهيئة إلى إتاحةٍ مُوسَّعَةٍ للمعرفة، ونشر أجواء السعادة في دبي.

سنة 2006، أصدر الشيخ بن راشد آل مكتوم (نائب رئيس الدولة وحاكم دبي) مرسوما باستحداث هيئة المعرفة والتنمية البشرية. وقد كان الدافع من ورائها، الرفع من جودة التعليم، والاستجابة للمعايير التقييمية العالمية في هذا المجال. بالإضافة إلى مواكبة احتياجات السوق، وتطوير المعرفة والموارد البشرية في إمارة دبي. [مصدر]

### منشور نوفمبر 2020 – 2021
حسب تقرير الواحد من نوفمبر 2020/2021 الصادر عن الهيئة، بخصوص وضعية المدارس الخاصة بدبي، فإنه قد جرى فتح 30 مدرسة ما بين 2017/2018 و2019/2020، ليبلغ العدد الإجمالي للمدارس 210 مدرسة، مع إغلاق أو دمج البعض منها. هذا وقد ازداد معدل التسجيل في هذه المدارس بنسبة 14%، وبلغ عدد الطلبة 279191 طالبا وطالبة، 51.5% طلبة ذكور، مقابل 48.5% إناث، ومن جنسيات متعددة، فقط 11.6% منهم إماراتيون. تقدم الهيئة مناهجا تعليمية مختلفة للطلبة المحليين والمغتربين، أبرزها المنهاج البريطاني، الهندي، الأمريكي، والبكالوريا الدولية. وعقب جائحة كورونا، فقد عرف قطاع التعليم تغييرات كما هو الحال في باقي بلدان العالم، وتطلب الأمر من الحكومة اتخاذ إجراءات استعجالية بشأن سلامة المواطينين، وفي نفس الوقت الإبقاء على عملية التعلم مستمرة. وقد وجدت الهيئة نسبة 88% من المدارس ملتزمة بالإرشادات والإجراءات الاحترازية؛ إذ قام فريق من الهيئة في شهري سبتمبر وأكتوبر 2020 بـ 1148 زيارة للمدارس. سجل التقرير كذلك نسبة 47% من الطلبة الملتحقين بنمودج التعلم عن بعد، في حين 53% الباقية تبنوا نموذج التعلم الهجين (تعلم يجمع بين الحضوري وعن بعد). «لا تتوقفوا عن التعلم، فالعلم يصنع الحياة، ومن يتوقف عن التعلم يتوقف عن الحياة» الشيخ محمد بن راشد آل مكتوم

### الرؤية والأهداف
تسعى هيئة المعرفة والتنمية البشرية في إمارة دبي، إلى دمج المشاعر الجيدة في بيئة التعليم المحلية، والتركيز على تجربة الطلبة حياة سعيدة خلال مسارهم الدراسي، وليس فقط تسجيل نقط عالية في الاختبارات. نجاح الطالب ينطلق من تجهيزه نفسيا وبيئيا، وهو شرط إلحاحي في العملية التعلمية الناجعة. سجل إحصاء 2017/2018 أن 84% من المتمدرسين سعداء طوال الوقت، و87% منهم متفائلون، و77% من الطلبة يشعرون بأمان في مدارسهم. من أولويات الهيئة هو الرفع من عدد المغتربين والطلبة الإماراتيين الملتحقين بتعليم خاص عال الجودة، وإدماج مشاعر السعادة في المبادئ والآليات التي تشكل التعليم في دبي. وبجانب التكوين المعرفي، تروم الهيئة إعداد الطلبة على تقوية شخصياتهم، وإكسابهم مهارات حياتية تسهل عليهم الانخراط في المجتمعات. بالإضافة إلى تعزيز مقومات أخلاقية مثل التفاؤل والتعاون والتسامح. ولا تتحقق هذه الرؤية دون تضافر واستجابة جميع مكونات المنظومة التعليمية، من طلبة وأولياء الأمور وتربويين ومستثمرين وشركاء حكوميين. وتراهن دبي على طلبتها في قيادة مستقبلها في الابتكار والتطوير. كما تتيح الهيئة منشورات وتقارير دقيقة وموضوعية بخصوص متابعة العملية التعلمية المحلية، التي من شأنها أن تفيد المهتمين بتطوير التعليم.

## الخدمات
توفر الهيئة مجموعة متكاملة من الخدمات التي تنبع من حاجة المتعاملين، وتسهيل الإجراءات الإدارية عليهم، وبالتالي تجربة إدارية سريعة وفعالة. وفي هذا الصدد، تقوم إدارة الالتزام وضبط المسؤوليات الخاصة بإمارة دبي، بمتابعة ومراقبة دورية لمزودي الخدمات التعليمية، من خلال زيارات عينية مفاجئة؛ للحرص على التزام المؤسسات التعليمية بأنظمة الهيئة الموصى بها. وتشمل هذه الخدمات كل من الطلبة، أولياء الأمور، المعلمين، المدارس، المستثمرين والمؤسسات. وعن طريق البوابة الإلكترونية للهيئة، يمكن الحصول على عدد من الخدمات، من بينها إصدار التصاريح أو إلغائها، ضبط الرسوم المدرسية، التعيينات، مصادقة شهادة التوظيف وعقد العمل.

### مبادرات

#### مركز تمكين
تعطي دولة الإمارات أهمية خاصة لذوي الاحتياجات الخاصة، فقد أطلق الشيخ محمد بن راشد اسم «أصحاب الهمم» على الأشخاص من ذوي الإعاقة، وهي فئة تعاني من قصور جزئي أو كلي في أحد وظائفهم الجسدية أو العقلية. يتبع مركز تمكين لهيئة المعرفة والتنمية البشرية بدبي، ويقدم المركز مجموعة من البرامج التدريبية التي يتوخى منها تحسين المهارات العملية لأصحاب الهمم وإدماجهم في بيئة التشغيل، وتأهيلهم لسوق الشغل في القطاعين العام والخاص بما يلائم قدراتهم.

#### معا نرتقي
عملت الهيئة على تحويل التعليم الخاص من وضعية المنافسة إلى درجة أكثر رقيا، تمثلت في تعاون جميع الأطر والقيادات المدرسية في دبي على خلق ملتقيات «معا نرتقي» لتبادل التجارب والممارسات الفضلى، ومناقشتها ضمن إطار ودي وإيجابي بين المدارس والتربويين وأولياء الأمور، من أجل الارتقاء بوضعية التعليم التي يقودها النجاح التشاركي. منذ انعقاد أول ملتقى في سبتمبر 2012، شارك أكثر من 15000 معلم ومعلمة في 18 ملتقى، حضروا خلالها 500 ورشة عمل.

#### التدريب العملي في الهيئة
تنظم الهيئة في أوقات محددة من السنة، برامجا تدريبية موجهة للطلبة، لتجربة عملية يمكن من خلالها اكتساب خبرة ميدانية، وتعلم بعض المهارات التطبيقية. تمتد هذه البرامج التدريبية لأسبوع واحد.

#### زيارات سفاري الهيئة
تضمينا لسياسة القرب من التربويين والطلبة، تعقد الهيئة زيارات لمقرها صباح كل خميس. وتهدف هذه المبادرة لتقريب المتعاملين من أجواء العمل داخل الهيئة، والتعرف على مرافقها وموظفيها وطريقة العمل.

## المؤسسات
أنشأت الهيئة عددا من المؤسسات التابعة لها، والتي من خلالها تطبق السياسات والرؤى والأهداف في إمارة دبي، فيما يتعلق بالمنظومة التعليمية المحلية للقطاع الخاص.

### الرقابة المدرسية في دبي
وهو جهاز مسؤول على متابعة تنفيذ السياسات والأنظمة، وتقييم جودة التعليم، وأداء المدارس الخاصة. كما تنشر الرقابة دراسات دقيقة وموثوقة حول وضعية التعليم في دبي؛ للمساعدة في وضع التخطيطات، والحرص على تلبية متطلبات المقاييس الدولية في مجال التربية والتعليم.

### مؤسسة التعليم المدرسي
تضع المؤسسة الطلبة الإمارتيين كأولوية لها، وتركز على إثراء البيئة التعليمية، والتشجيع على إرساء تفاعل إيجابي مع المجتمع. من جهة أخرى، تعمل المؤسسة على تعزيز الشراكات بين المؤسسات التعليمية والحكومية في دبي، ودعم المنظمات الفاعلة في مجالات البيئة، الأمن وأساليب الحياة الصحية.

### برنامج الإمارات لتطوير الكوادر
يسهر البرنامج على إدماج الشباب الإمارتي في سوق الشغل، خاصة القطاع الخاص. وفي سبيل ذلك، يطلق البرنامج حملات توعوية وتدريبية للشباب، وتزويدهم ببنية معرفية ومهاراتية، بغية تعزيز انخراطهم في ميادين العمل. وهذا يتضمن تشجيع الشركات على تشغيل الكفاءات المحلية، ومساعدتها في آلية العثور عليها، وكذا إقناع المواطنين بمزايا القطاع الخاص والفوائد المرجوة منه.

### مركز تمكين
عملا على تكافؤ الفرص، ونشر مشاعر السعادة لدى مختلف أطياف المجمتع، استحدثت الهيئة «مركز تمكين» للاهتمام بأصحاب الهمم (اسم بديل لذوي الإعاقة الحسية أو العقلية)، وتمكينهم من الحصول على فرص العمل، والتأقلم مع البيئة العملية، وتدريبهم على الأدوات والمهارات الضرورية، والتي من شأنها أن تقوي حضورهم بين مكونات المجتمع.

### مجالات السلطة
مراكز تعليم الطفولة المبكرة يجب أن تتبع مراكز الطفولة المبكرة أو دور الحضانة إرشادات معينة تضعها وزارة الشؤون الاجتماعية المحلية. يوجد أكثر من 120 مركز رعاية أطفال مسجل في دبي. تقدم هيئة المعرفة والتنمية البشرية طريقة لمساعدة الآباء على اختيار الحضانة بحكمة. في صفحة الويب الخاصة بهيئة المعرفة والتنمية البشرية ، هناك ثلاث خطوات يجب على الآباء أخذها في الاعتبار عند اختيار الحضانة. أولاً: منهج المركز ونهج التعلم فيه ، سواء كان ذلك من خلال اللغات المنطوقة أو الأساليب المستخدمة في تعليم الأطفال. ثانياً ، جودة الرعاية ، وذلك في إطار رعاية الطفل ورعايته. أخيرًا ، البيئة ، من حيث عدد الأشخاص الذين يراقبون الأطفال ويتأكدون من سلامتهم.

### المدارس
جهاز الرقابة المدرسية في دبي (DSIB)، وهو جزء من هيئة المعرفة والتنمية البشرية ، هو مجموعة من المفتشين الذين يقومون بتقييم المدارس في دبي ، الإمارات العربية المتحدة. يستخدم المفتشون مقياسًا من ست نقاط للتعبير عن أحكامهم. يتم تحديد المستويات الأربعة على المقياس على النحو التالي:
متميز - جودة عالية بشكل استثنائي في الأداء أو الممارسة.
جيد جدًا - المستوى المتوقع لكل مدرسة في دبي.
جيد - الحد الأدنى من القبول المطلوب لدبي. يجب أن تلبي جميع الجوانب الرئيسية للأداء والممارسة في كل مدرسة هذا المستوى أو تتجاوزه.
ضعيف - الجودة لم تصل بعد إلى المستوى المقبول للمدارس في دبي. يُتوقع من المدارس اتخاذ تدابير عاجلة لتحسين جودة أي جانب من جوانب أدائها أو ممارساتها التي يتم الحكم عليها على هذا المستوى.
ضعيف جدًا - لم يتم تأسيس تدابير حماية الطلاب وحمايتهم.

### عقد ولي الأمر في المدرسة
أطلقت هيئة المعرفة والتنمية البشرية مبادرة جديدة ملزمة قانونًا تحدد حقوق ومسؤوليات كل من أولياء الأمور والمدارس في يونيو 2013. وباعتبارها مؤسسات تجارية مناسبة ، سيتم ربط مدارس دبي الخاصة بعملائها بموجب عقد المدرسة الوالدين. ستكون المدارس الأولى التي قدمت العقود في بداية العام الدراسي 2013/2014 مدرسة دبي للتعليم الحديث ، ومدرسة الاتحاد الخاصة - الممزر ، ومدرسة الاتحاد الخاصة - جميرا ، ومدرسة المهارات الحديثة ، ومدرسة جرينوود الدولية ، والأكاديمية الأمريكية. في المزهر.
| الإحصاء                                   |
| ----------------------------------------- |
| 1,416 عملية تفتيش                         |
| تمت ملاحظة 137208 درسًا                    |
| 12.566 ساعة تم إنفاقها في الفصول الدراسية |
| 113، 242 طالبًا شملهم الاستطلاع            |

### منارة
تبدأ إستراتيجية هيئة المعرفة والتنمية البشرية لتحسين جودة التعليم مع مديري المدارس. يهدف تشكيل Lighthouse إلى توفير منصة لمديري المدارس لتبادل الأفكار مع بعضهم البعض والتي ستساعد في تطوير جميع المدارس في دبي. كل عام ، هناك موضوع تتم مناقشته بين قادة المدارس. مثال على موضوع هذا العام: اقتراح بحث يشرح الطرق المختلفة لتعزيز رفاهية الطلاب.

### العيش العربي
تم إطلاق برنامج Living Arabic في أكتوبر 2015، وهو برنامج ينظمه مدرسو اللغة العربية في دبي للمعلمين في دبي. إنه يشارك أفضل ما يفعله مدرسو اللغة لإلهام حب اللغة العربية لدى طلابهم ، ويساعد على إلهام معلمي اللغة العربية الآخرين لتقديم دروس تتوافق مع الطريقة التي يرغب الطلاب في التعلم بها. الأحداث مفتوحة لمعلمي اللغة العربية الحاليين وجميع المعلمين الآخرين المهتمين بدمج اللغة العربية في دروسهم.

### معلمو دبي
مستوحاة من Humans of New York ، تم تأسيس معلمي دبي في عام 2015 على منصات التواصل الاجتماعي لتقدير جهود المعلمين. من خلال ذلك ، يتم منحهم فرصة لمشاركة قصصهم عبر الإنترنت. لقد تركت تأثيرًا إيجابيًا على كل من شاركوا قصصهم وساعدت في تعزيز التواصل بين المعلمين وطلابهم.

### IPEN في دبي
تهدف شراكة هيئة المعرفة والتنمية البشرية مع الشبكة الدولية للتعليم الإيجابي إلى تشجيع التحسين ليس فقط في الأكاديميين ولكن أيضًا في بناء الشخصية. تمت دعوة هيئة المعرفة والتنمية البشرية لتسليط الضوء على قطاع المدارس الخاصة في مهرجان التعليم الإيجابي. سافر فريق هيئة المعرفة والتنمية البشرية مع «سفراء السعادة» (معلمو المدارس) إلى دالاس لحضور المهرجان. جمع المهرجان بين مقدمي التعليم وعلماء النفس للمساعدة في تعزيز التعليم الإيجابي في المدارس في جميع أنحاء العالم. تأمل هيئة المعرفة والتنمية البشرية في البناء على دمج التعليم الإيجابي في المدارس لأنه سيحقق نتيجة سعيدة للطلاب والمعلمين وأولياء الأمور من خلال https://www.khda.gov.ae/en/ipen.[2]

### نوادي السبت في دبي ومخيم حتا الصحي
إن انطلاق أندية السبت في دبي مستوحى من نادي السبت الوطني لمؤسسة سوريل. قدمت هيئة المعرفة والتنمية البشرية برنامجًا جنبًا إلى جنب مع رواد الأعمال الاجتماعيين لتعزيز رفاهية الطلاب من خلال إنشاء مشاريع مجتمعية هادفة. لقد جمعت طلابًا من مدارس مختلفة للعمل مع بعضهم البعض وعززت مهارات مفيدة. تركز هيئة المعرفة والتنمية البشرية على رفاهية الطلاب بقدر ما تركز على مثابرتهم في أعلى مستويات الجودة في التعليم. مخيم حتا للعافية هو رحلة ليلية لطلاب المدارس المختلفة. يوفر وقتًا استثنائيًا للطلاب لإعادة الاتصال بالطبيعة من خلال الأنشطة البدنية.

### رحال
رحال هو جزء من مؤسسة دبي للمستقبل [4] مبادرة تأخذ دبي عشر سنوات في المستقبل - في غضون عامين فقط. معنى المسافر باللغة العربية ، رسالة رحال بسيطة: العالم فصل دراسي ، وكل التعلم مهم. رحال هي منصة قابلة للتخصيص بالكامل ستساعد في تحويل أي شخص وأي مؤسسة إلى مزود تعليمي وتحويل جميع سكان دبي إلى متعلمين مدى الحياة. ستكون قناة تسخر معرفة المجتمع ومهاراته وتوجهها إلى كل متعلم فردي. سيتم منح جميع التعلم على المنصة ختم الموافقة من قبل حكومة دبي. يوفر رحال بديلاً مبتكرًا ومبتكرًا للتعليم السائد - وهو بديل يبرز الأفضل من داخل المجتمع ويعترف بالتعلم أينما حدث. إنها منصة تساعد على دمج التعلم بالحياة والحياة بالتعلم.
من خلال توفير بيئة تنظيمية داعمة ، سيعزز رحال فرص التعلم لجميع أفراد المجتمع ، سواء كانوا أطفالًا أو بالغين. ستدعم المتعلمين من ذوي الاحتياجات التعليمية الخاصة وكذلك ذوي المواهب والمواهب الخاصة ؛ سوف ينوع الخيارات للآباء الذين يرغبون في استكمال تعليم أطفالهم ؛ وسيزود الكبار بنموذج تعليمي مرن يمكن استخدامه لتعزيز حياتهم المهنية أو إثراء حياتهم. تعمل هيئة المعرفة والتنمية البشرية حاليًا مع أولياء الأمور والمدارس والهيئات الحكومية والمؤسسات الخاصة لإحياء رحال ، متحدًا برؤية كبيرة وهدف مشترك. رحال حاليا في المرحلة التجريبية وستتاح لعدد أكبر من المتعلمين في الأشهر.

### 5 طرق للرفاهية
في عام 2014، نفذت هيئة المعرفة والتنمية البشرية «5 طرق للرفاهية» القائمة على الأدلة - التي طورها نيك ماركس في مؤسسة الاقتصاد الجديد - في عملياتها وبيئتها المادية. هذه «الطرق الخمس» - استمر في التعلم ، أعط ، لاحظ ، تواصل ، وكن نشطًا للتغييرات الإيجابية في مكان العمل. لتحفيز الموظفين على «مواصلة التعلم»، فتحت هيئة المعرفة والتنمية البشرية مكتبة لتشجيع القراءة. كما استضافت محادثات من متحدثين محليين ودوليين ، ومولت برامج تدريبية للموظفين لحضور من اختيارهم. تشجيع هيئة المعرفة والتنمية البشرية على `` العطاء من خلال المشاركة في الأنشطة الخيرية في جميع أنحاء المجتمع - في المستشفيات ومراكز ذوي الاحتياجات الخاصة وفي المساجد ومراكز إنقاذ الحيوانات - ومن خلال تخصيص المزيد من الوقت لمساعدة بعضهم البعض خلال يوم العمل. أسست هيئة المعرفة والتنمية البشرية (KHDA) برنامجًا مع دار للأيتام في باندا آتشيه بإندونيسيا ، مما مكن الفرق من السفر وقضاء أسبوع في العمل مع الأطفال ومقدمي الرعاية لهم. تم تمويل هذه الرحلات جزئيًا من قبل هيئة المعرفة والتنمية البشرية ، وجزئيًا من خلال أنشطة جمع التبرعات التي أجريناها على مدار العام. نفذت هيئة المعرفة والتنمية البشرية «خذ ملاحظة» من خلال بدء الاجتماعات بتمارين اليقظة وممارسة «موقف الامتنان».
وفي الوقت نفسه ، سهلت بيئة مكتب KHDA عملية «الاتصال»، من خلال استبدال السجاد والمقصورات ذات الإصدار القياسي بأرائك ومكاتب متنقلة وأكياس فول ومساحات خضراء. وضعت هيئة المعرفة والتنمية البشرية سياسة «عدم الباب» بدلاً من سياسة «الباب المفتوح»، حيث تحل المناطق العامة محل المكاتب الخاصة. في ردهة هيئة المعرفة والتنمية البشرية ، يختلط الناس بحرية ويتحدثون حول القهوة ، وغالبًا ما يستمتع بها شخص يعزف على البيانو الصغير ، أو تغرد طيور الحب عند وصول العملاء. يعتقد الدكتور عبد الله الكرم في هيئة المعرفة والتنمية البشرية أنه يجب عدم تمييز الضيوف عن الموظفين ؛ أعضاء مجلس الإدارة لا يختلفون عن المنضمين الجدد. لتسهيل «كن نشطًا»، قامت هيئة المعرفة والتنمية البشرية بدمج صالة رياضية تعمل بكامل طاقتها في مساحة العمل. كان مضمار الجري بطول 300 متر حول محيط المكتب بمثابة الإحماء لجلسات اللياقة اليومية قبل وبعد العمل. ساعدت حلقة الملاكمة الموظفين على التخلص من التوتر ، بينما ساعدت غرفة اليوجا التي تضم دروسًا يومية في توجيهها بشكل أكثر إيجابية. بدأت هيئة المعرفة والتنمية البشرية بشكل منتظم في المشاركة في سباقات وسباقات حواجز مثل تحدي محارب الصحراء وسباق سبارتان. تضمنت مشاركتنا الأولى في هذا النوع من الأحداث فريقًا من 10 زملاء - جميعهم ملتزمون بالتمارين واللياقة البدنية.
كما عززت ممارسات العمل في هيئة المعرفة والتنمية البشرية من زيادة السعادة لدى الناس. تمكنت الأمهات اللواتي لديهن أطفال صغار من قضاء وقت أقل في العمل ووقت أطول في المنزل ؛ حضانة في الموقع تسمح للآباء بالبقاء بالقرب من أطفالهم أثناء وجودهم في المكتب ؛ كانت ساعات العمل المرنة والعمل من المنزل من الخيارات المتاحة لفريقنا ، اعتمادًا على نوع العمل الذي قاموا به.